# 세이부 돔
세이부 돔(일본어: 西武ドーム, Seibu Dome)은 일본 사이타마현 도코로자와시에 있는 돔구장이다. 1978년에 착공하여 1979년 4월에 세이부 라이온스 구장(西武ライオンズ球場)이라는 이름으로 개장되었는데 통칭으로 세이부 구장(西武球場)이라는 표기도 많이 사용되었다. 1998년 기존 야외 구장에 100억 엔을 들여 지붕을 씌우는 공사를 시작, 1999년 3월에 현재의 모습을 갖췄다.
현재 프로 야구 퍼시픽 리그 팀인 사이타마 세이부 라이온스가 홈 구장으로 사용하고 있다.
2015년 3월 1일부터 프린스 호텔이 명명권을 획득함에 따라 세이부 프린스 돔(西武プリンスドーム)으로 명칭이 바뀌었다가 2017년 1월 16일 메트라이프 생명보험이 같은 해 3월부터 2022년 2월까지 5년간 명명권을 취득하기로 합의했다고 발표하면서 메트라이프 돔(メットライフドーム)으로 명칭이 바뀌었다. 2022년부터 일본의 패션기업의 명명권 계약을 통해 ‘베루나 돔’(ベルーナドーム)으로 변경된다.

## 과거 구장 이름
- 1979년 ~ 1997년 : 세이부 라이온스 구장(西武ライオンズ球場)
- 2005년 3월 1일 ~ 2006년 12월 31일 : 인보이스 SEIBU 돔(インボイスSEIBUドーム)
- 2007년 1월 1일 ~ 2008년 1월 8일 : 굿윌 돔(グッドウィルドーム) ※굿윌의 노동자 파견 사업 법률 위반으로 계약 해지
- 1998년 ~ 2004년, 2008년 1월 9일 ~ 2015년 2월 28일 : 세이부 돔(西武ドーム)
- 2015년 3월 1일 ~ 2017년 2월 28일 : 세이부 프린스 돔(西武プリンスドーム)
- 2017년 3월 1일 ~ 2022년 2월 28일 : 메트라이프 돔(メットライフドーム)
- 2022년 3월 1일 ~ 현재 : 베루나 돔(ベルーナドーム)

## 사진

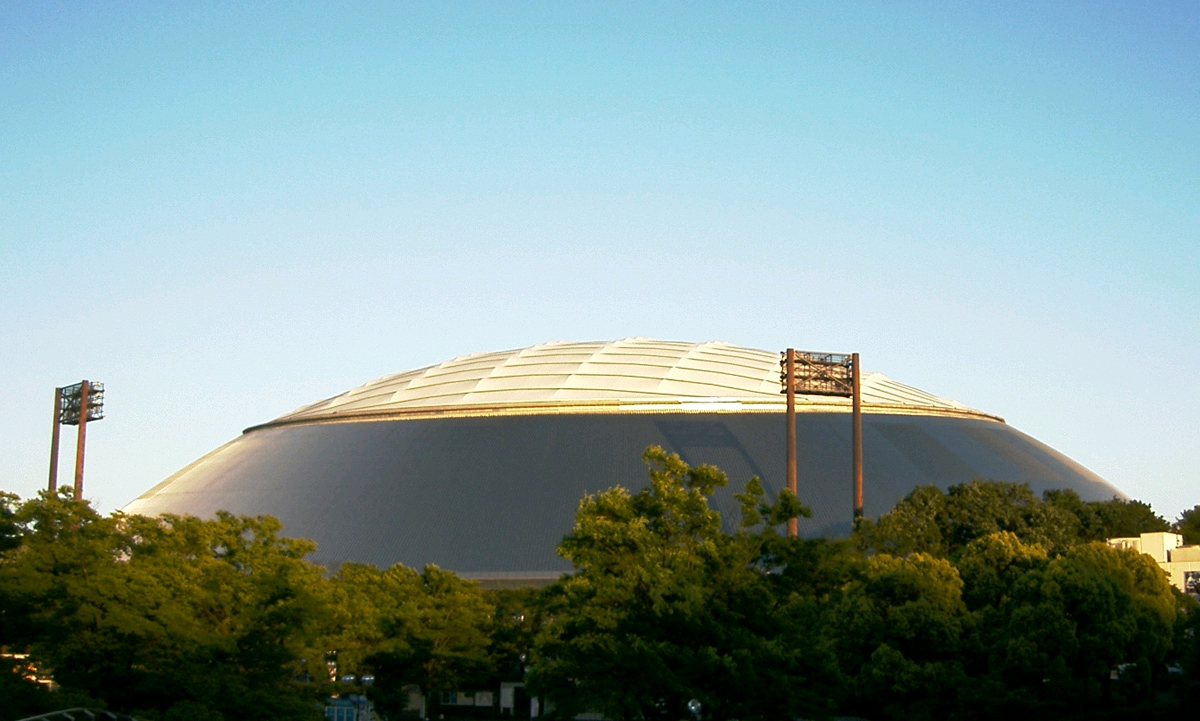
세이부 돔 외관
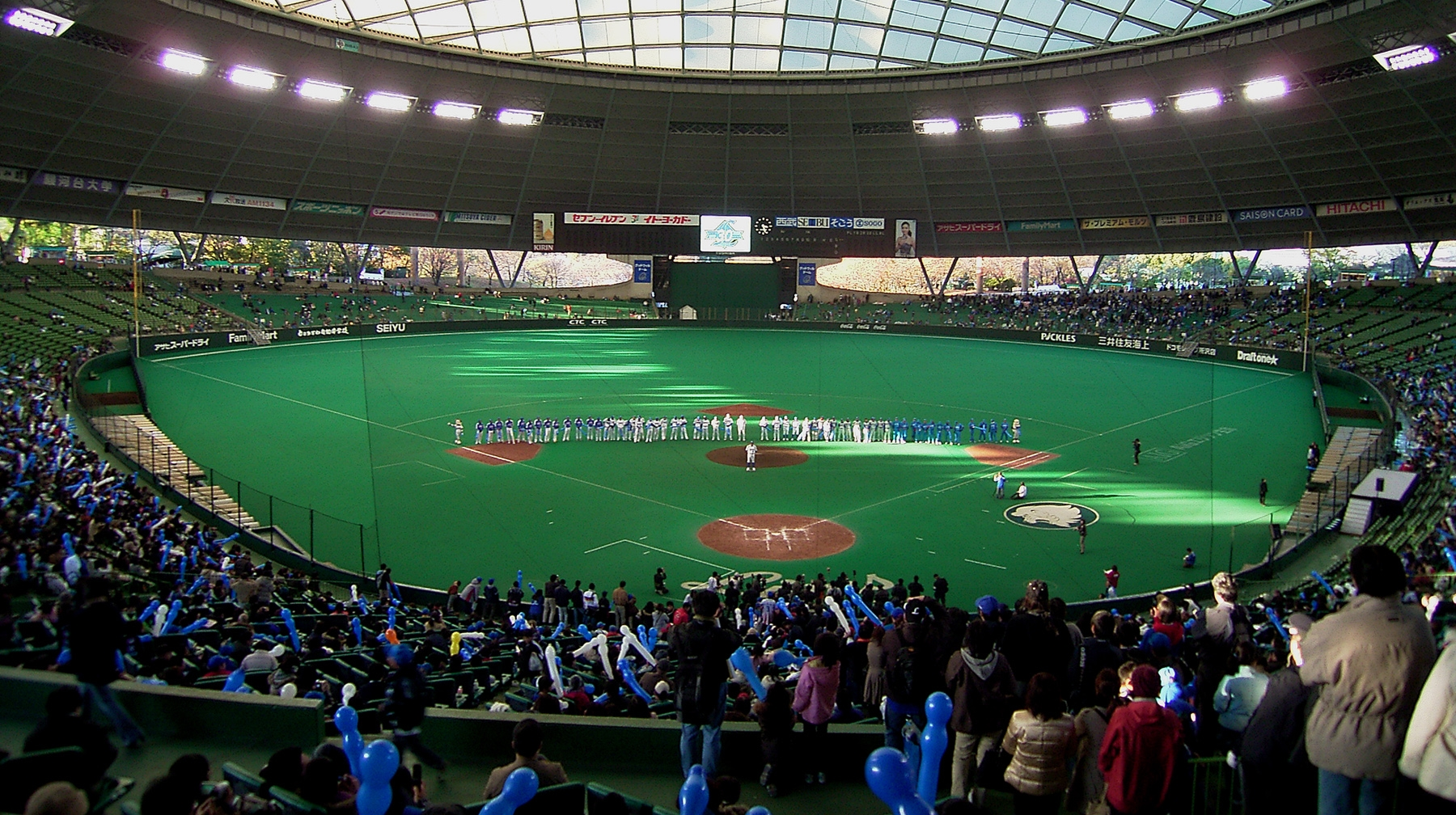
세이부 돔의 내부
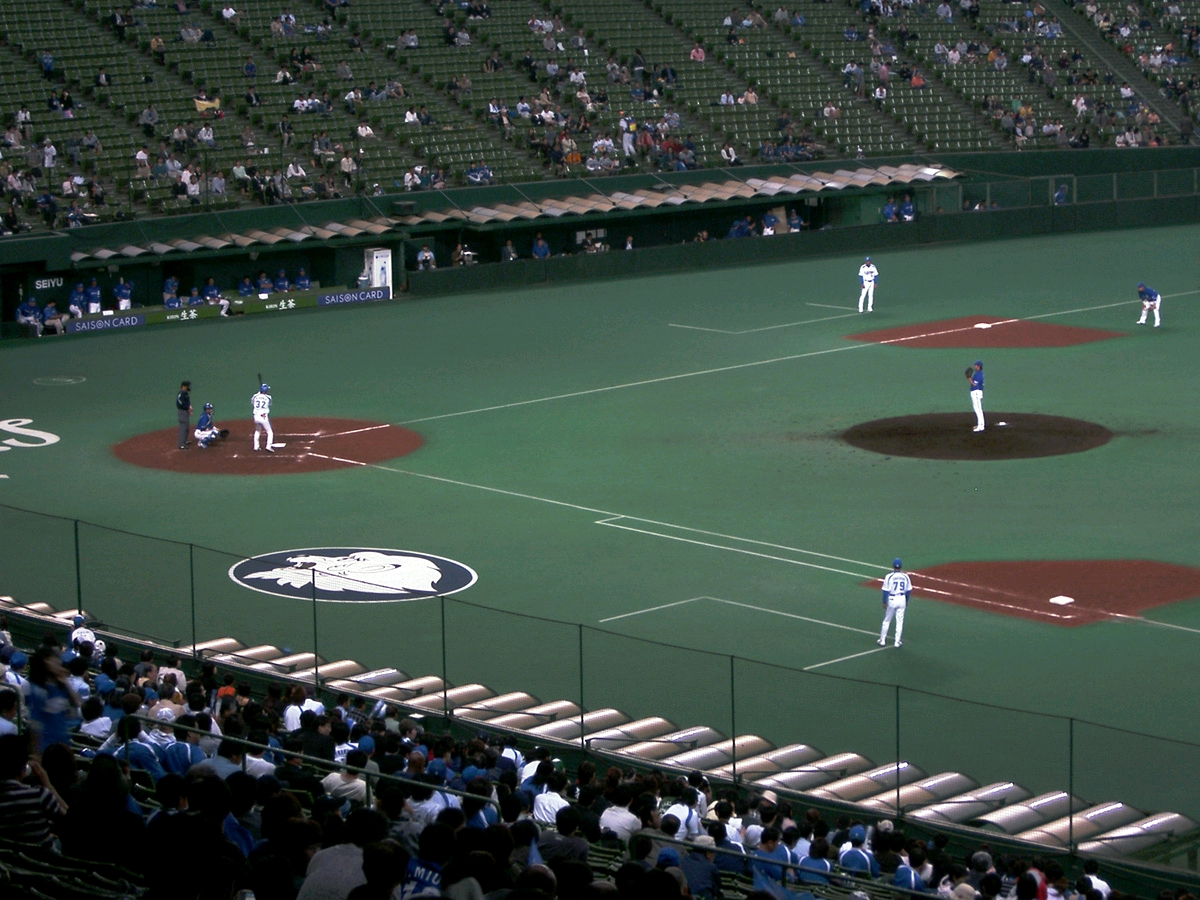
세이부 라이온스의 경기 모습
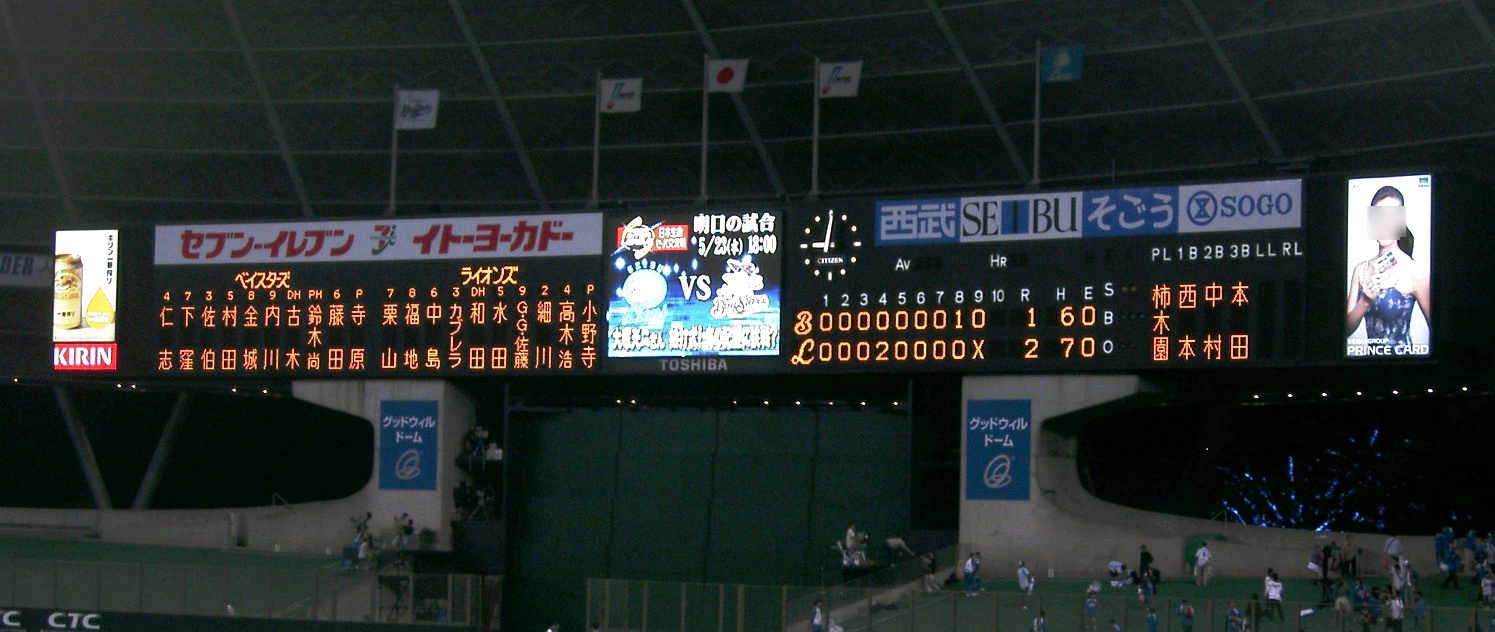
세이부 돔의 전광판(2007년까지 사용)
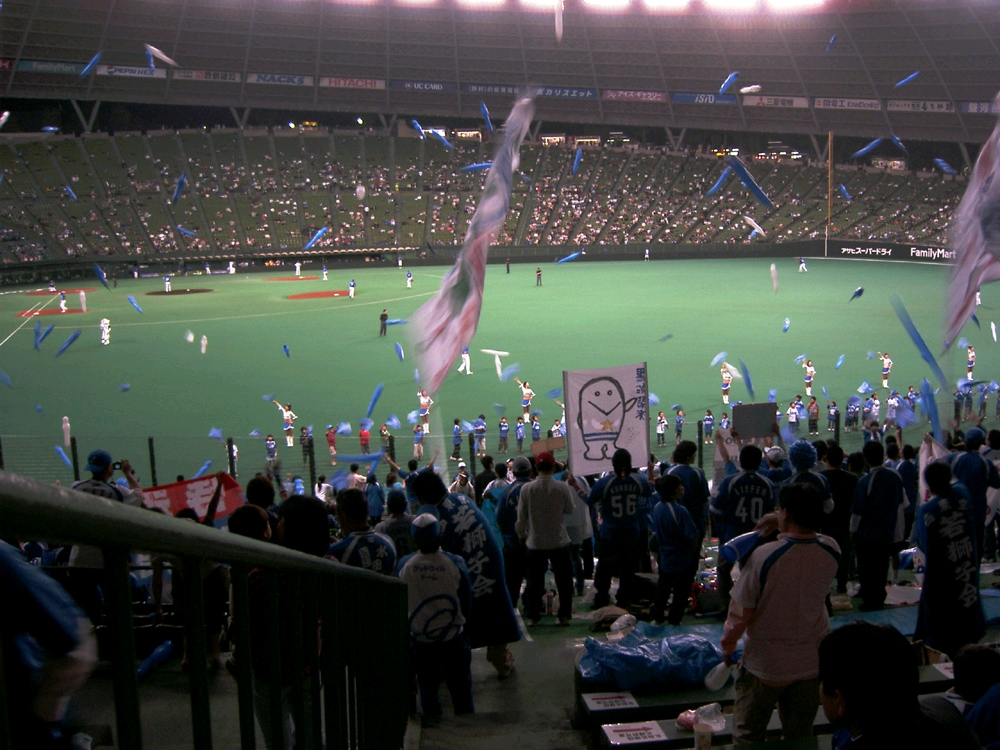
외야관중석에서 관중들이 제트 풍선으로 응원하는 모습
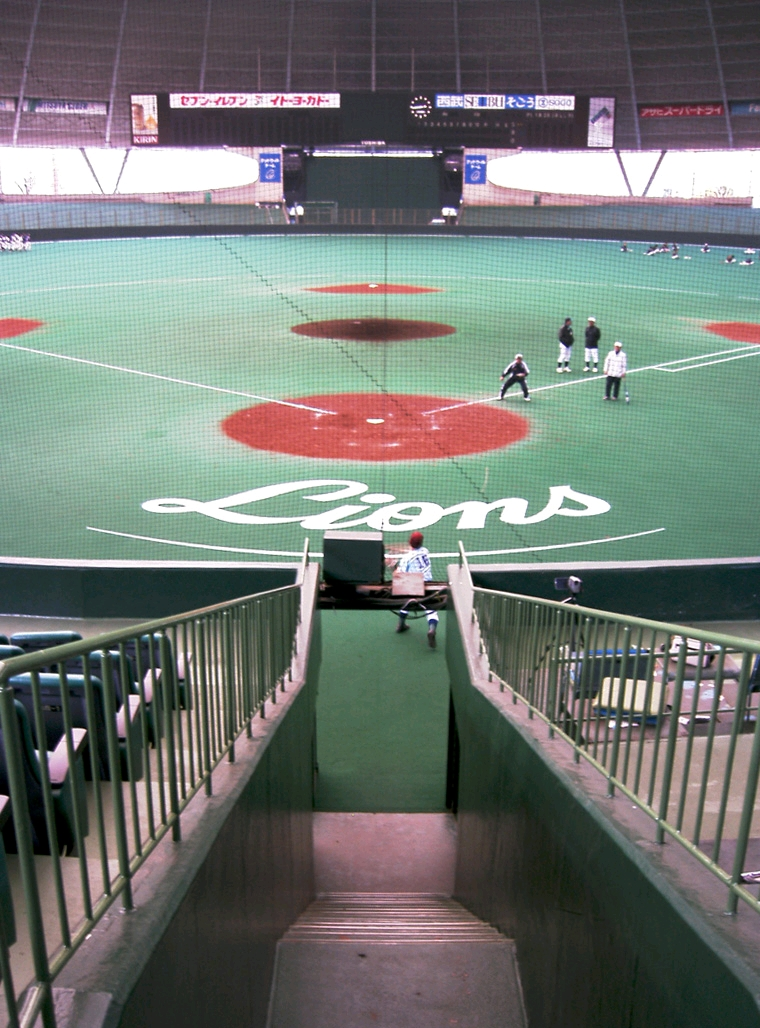
뒷그물쪽의 계단통로